# Suzuki Palette
La Palette est une voiture du constructeur automobile japonais Suzuki commercialisée au Japon depuis janvier 2008. La Palette n'est distribuée qu'au Japon.
C'est le succès de la Daihatsu Tanto qui a motivé Suzuki pour réaliser ce gros "cube à roulettes".
Ce modèle connait une belle carrière, sans pour autant arriver au niveau de son rival de chez Daihatsu : 72 600 ventes au Japon en 2008 contre près de 160 000 Tanto. En 2009, la Palette descend à 62 000 pour remonter juste au-dessus de 80 000 en 2010. La même année, le Tanto trouvait encore près de 145 000 clients.
Il convient toutefois d'ajouter au score de la Palette les 51 000 exemplaires de Nissan Roox vendus la même année, puisque ce modèle, lancé en novembre 2009 chez Nissan, est une Palette simplement rebadgée.
Il est vrai aussi que le temps que Suzuki commercialise la Palette, le Tanto en était déjà à sa deuxième génération. Celui-ci s'est entretemps débarrassé de l'un de ses montants centraux, assurant, grâce aux portes arrière coulissantes, un accès généreux aux places arrière côté passager, alors que la Palette conserve ses deux montants.